# واندلیتس
واندلیتس (به آلمانی: Wandlitz) یک شهر در آلمان است که در بارنیم واقع شده‌است. واندلیتس ۲۰٬۷۶۰ نفر جمعیت دارد.

## خواهرخوانده
شهر گلادبک خواهرخواندهٔ واندلیتس هست.